# シェイラ・チャジラ
シェイラ・チャジラ（Sheila Chajira、1993年12月20日 - ）は、ケニアの女子ラグビー選手。

## プロフィール
- ケニア出身。
- ポジションはスタンドオフ(SO)。
- 身長 165cm、体重 75kg

## 略歴
2016年、リオ五輪の7人制女子ケニア代表に選ばれた。
そして2021年、東京五輪の7人制女子ケニア代表に選ばれた。